# Filodemos z Gadary
Filodemos z Gadary (stgr. Φιλόδημος Philodemos, ur. ok. 110 p.n.e. – zm. ok. 39 p.n.e.) – grecki poeta i filozof ze szkoły epikurejskiej. Przez ponad 30 lat mieszkał w Italii, gdzie założył własną szkołę, opartą na naukach Epikura.
Filodemos zajmował się wieloma dziedzinami (logiką, teologią, retoryką, muzyką, poetyką, etyką, historią filozofii). Był autorem m.in. ponad 30 epigramów oraz traktatów O muzyce i O utworach poetyckich. Jego prace pisane w języku greckim charakteryzowały się elegancją formy, a jego poglądy wpływały na rzymską teorię i krytykę literatury. Wiele jego dzieł zaginęło w starożytności, lecz niektóre odnaleziono w XVIII wieku i są one pieczołowicie rekonstruowane.

## Życiorys
Filodemos pochodził z Gadary (obecnie Umm Qais w Jordanii). Posługiwał się bardzo dobrze greką, nie wiadomo jednak, czy jego rodzice byli Grekami, czy zhellenizowanymi Syryjczykami. Nieznana jest też data jego przybycia do Aten. Wiadomo, że był uczniem Zenona z Sydonu, który wówczas stał na czele "Ogrodu" (szkoły filozoficznej założonej przez Epikura). Być może Filodemos odwiedził też Rodos i sycylijską Himerę, gdzie miał nawiązać kontakty z tamtejszymi epikurejczykami.
Około roku 74/73 p.n.e. przybył na Półwysep Apeniński, gdzie poznał Lucjusza Kalpurniusza Pizona, który został później jego patronem, uczniem i przyjacielem.
Filodemos podróżował po Italii i studiował epikurejskie księgi m.in. w Bajach (Baiae), Puteoli, Kumach (Cumae), Pauzylipie (Pausilypon) i Herkulanum (Herculanum) i sam szerzył poglądy Epikura, zarówno w swoich traktatach, jak i w czasie rozmów z uczniami. Dokładna data i okoliczności jego śmierci nie są znane.

## Dzieła
W latach 1752–1754 w Herkulanum, zniszczonym przez wybuch Wezuwiusza w 79 n.e., odnaleziono ruiny tzw. Willi Papirusów (Villa dei Papiri), należącej do Pizona, gdzie natrafiono wśród wielu zwęglonych papirusowych zwojów, stanowiących jego bibliotekę, także na prace jego duchowego mistrza i przewodnika – Filodemosa. Znajdowało się ich tam ok. 30 i przybliżały one nauki Epikura. Zwoje, które zostały bardzo zniszczone, są obecnie żmudnie rekonstruowane i tłumaczone w ramach Philodemus Project. W 2001 roku ukazał się w języku angielskim pierwszy tom w tłumaczeniu Richarda Janko. W przygotowaniu są kolejne tomy.

### Logika
Problematyce logicznej poświęcone było dzieło O sposobach znakowania (Περὶ σημείων καὶ σημειώσεων Perí semeíon kaí semeióseon), które omawiało kolejne stadia postępowania zmierzające do poznania rzeczy niejawnych, czyli niepodpadających pod zmysły, poprzez poznanie rzeczy jawnych, które są zmysłom dostępne.

### Teologia
Kwestie kosmologiczne Filodemos poruszył w dziełach teologicznych, m.in. O bogach (Περὶ θεῶν Perí theón) i O pobożności (Περὶ εὐσεβείας Perí eusebeías). W pierwszym z nich zwalczał stoickie wyobrażenie bóstwa jako wszechogarniającej mocy przenikającej świat, przeciwstawiając mu epikurejską koncepcję bogów nieingerujących w ziemskie sprawy, nieczułych na losy człowieka i jego stosunek do nich. W drugim natomiast krytykował tradycyjne wyobrażenia bogów spotykane w mitologii i poezji i przedstawiał epikurejski punkt widzenia, który mimo że zaprzeczał istnieniu bezpośredniego związku między światem bogów a światem ludzi, to jednak zalecał oddawanie czci bogom, ze względu na podziw dla cech boskich, szczególnie wewnętrznego spokoju (ataraksji).

### Etyka i moralność
Jego dzieła, wykorzystujące diatryby, były wykładem przedstawiającym epikurejskie zasady życia szczęśliwego. Zachowały się urywki pism etycznych Filodemosa: O gniewie (Περὶ ὀργῆς Perí orgés), O zazdrości (Περὶ φθόνου Perí phthónu), O szaleństwie (Περὶ μανίας Perí manías), O miłości (Περὶ ἔρωτος Perí érotos), O wolności słowa (Περὶ παρρησίας Perí parresías), O pochlebstwie (Περὶ κολακείας Perí kolakeías), O dobrym władcy według Homera (Περὶ τοῦ καθ' Ὅμηρον ἀγαθοῦ βασιλέως Perí tú kath' Hómeron agathú basiléos), O zuchwalstwie (Περὶ ὑπερηφανίας Perí hyperephanías), O chciwości (Περὶ φιλαργυρίας Perí philargyrías), O gospodarowaniu (Περὶ οἰκονομίας Perí oikonomías), O bogactwie (Περὶ πλούτου Perí plútu), O śmierci (Περὶ θανάτου Perí thanátu), O radości z cudzego nieszczęścia (Περὶ ἐπιχαιρεκακίας Perí epichairekakías) a także fragmenty dialogów O małżeństwie (Περὶ γάμου Perí gámu).

### Historia filozofii
Dzieje filozofii przedstawił Filodemos w Historii filozofii (Τῶν φιλοσόφων σύνταξις Tón philosóphon sýntaksis), poświęconej poszczególnym szkołom filozoficznym i ich przedstawicielom. Napisał biografię Epikura – O Epikurze (Περὶ Ἐπικούρου Perí Epikúru), a także pracę O poglądach stoików (Περὶ τῶν στωϊκῶν Perí tón stoikón), w której dyskutował z sądami stoickimi.

### Sztuka
Sztuce poświęcił Filodemos traktaty O muzyce (Περὶ μουσικῆς Perí musikés), O utworach poetyckich (Περὶ ποιημάτων Perí poiemáton) i O sztuce wymowy (Περὶ ῥητορικῆς Perí rhetorikés), gdzie skupił swą uwagę na rozważaniu wywoływania przeżyć estetycznych u odbiorców, natomiast nie zajmował się funkcjami utylitarno-dydaktycznymi sztuki.

#### Muzyka
Dzieło O muzyce składa się z księgi I, przedstawiającej poglądy innych filozofów (platońską, perypatetycką i stoicką koncepcję sztuki muzycznej) i ksiąg II-IV, w których Filodemos polemizował z nimi. Dzieło nie zachowało się w całości do naszych czasów i na podstawie oznaczeń zostawionych przez skrybę przypuszcza się, że liczyło 152 kolumny (całość lub tylko sama księga IV, tu zdania badaczy są podzielone).
Filodemos poprzez termin muzyka (μουσική musiké) rozumiał jedynie warstwę muzyczną, a nie, jak krytykowani przezeń filozofowie, sztukę poetycko-muzyczną, a za muzyków uważał jedynie kompozytorów melodii przeznaczonych do wykonania na instrumencie i nie zaliczał do nich poetów, układających słowa. Jego zdaniem muzyka miała dostarczać przyjemnych wrażeń słuchowych, nie zaś wychowywać i przyczyniać do doskonałości (ἀρετή areté) w każdej sferze życia. Filodemos odrzucał możliwość intelektualnego pojmowania muzyki oraz teorię ethosu (według której muzyka ma znaczący wpływ na sferę emocjonalną i etyczną człowieka).

#### Poetyka
Traktat O utworach poetyckich jest wciąż odtwarzany przez badaczy, jako że zachował się w wielu bardzo zniszczonych fragmentach. Dzieło składało się prawdopodobnie z pięciu ksiąg (niewykluczona jest ich większa ilość). Filodemos stosował powszechnie znany wówczas podział na trzy sfery zainteresowań badacza poetyki: ποίημα poíema (badanie składników wypowiedzi poetyckiej oraz techniki artystycznego ukształtowania różnych jej odmian), ποίησις poíesis (badanie warstwy treściowej utworu jako nośnika informacji, idei i emocji) i ποιητής poietés (analiza natury i zakresu kompetencji autora-poety).
Filodemos, podobnie jak w przypadku muzyki, sprzeciwiał się powszechnemu wówczas przekonaniu o dominacji funkcji dydaktyczno-etycznych poezji nad funkcją estetyczną. Jego zdaniem dzieło poetyckie powinno zachwycać czytelnika, przedstawiać treści w sposób możliwie atrakcyjny i harmonijny, nie musi być użyteczne, ale ma być piękne. Uważał, że należy łącznie traktować treści i formę jako nawzajem uzupełniające się składniki dzieła.
Znaczne fragmenty pracy były polemiką z poglądami innych filozofów. Zachowane szczątki zwojów przedstawiają krytykę stoickiej teorii eufonii, wedle której utwory winne być przede wszystkim oceniane pod względem brzmienia układu głosek, słów i wyrażeń. Zajmował się prawdopodobnie także genologicznymi poglądami stoików odnośnie do gatunków literackich. Zwalczał przedstawiciela szkoły platońskiej Heraklejdesa z Pontu, oceniającego utwory pod względem użyteczności oraz przedstawicieli szkoły perypatetyckiej: Praksyfanesa z Miletu i Demetriosa z Bizancjum, których kryteria oceny utworu poetyckiego można było zastosować także dla wypowiedzi zapisanych prozą. Neoptolemosa z Parion skrytykował zaś za oddzielanie stylistycznych składników utworu od treści i uznanie twórcy-poety za odrębną kategorię badawczą (jego zdaniem wszystkie trzy kategorie są nierozdzielne). Rozważał też pojęcie dobrego utworu i dobrego poety.

### Epigramy
Filodemos znany był z twórczości epigramatycznej – V księga Antologii Palatyńskiej przedstawia 37 utworów jego autorstwa.
Tematyka epigramów bywa niekiedy śmiała, nie brak w nich zmysłowości, a nawet scen uznawanych za lubieżne. Widoczna jest duża znajomość kultury hellenistycznej oraz gustu odbiorców. Są one bardzo dopracowane pod względem treści, kompozycji i stylu i wysoko cenione zarówno w starożytności, jak i obecnie.
Marcello Gigante wyróżnił w życiu Filodemosa 3 okresy: gadareński, ateński i italski, przypisując im poszczególne utwory epigramatyczne. Do pierwszego, kiedy Filodemos nie był jeszcze epikurejczykiem, zaliczył większość erotyków oraz wiersze, w których poeta deklarował chęć zakończenia swawolnego żywota i zamierzał się zająć ważniejszymi sprawami, do drugiego utwór-modlitwę o pomyślne wiatry dla autora podróżującego do Pireusu drogą morską, do trzeciego pozostałe utwory, w których widoczne jest piętno epikureizmu, niektóre utwory o tematyce miłosnej, jak i drobne epigramy pisane dla zabawy. Większość badaczy odrzuca jednak klucz autobiograficzny, uważając utwory Filodemosa za zbiór opowieści człowieka dzielącego się swymi przeżyciami i refleksjami literackimi zdobytymi w różnych okresach życia.